# لف سيجارتك الخاصة

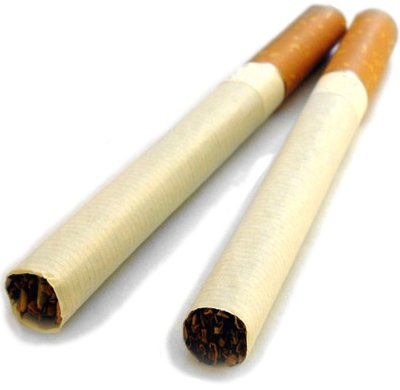

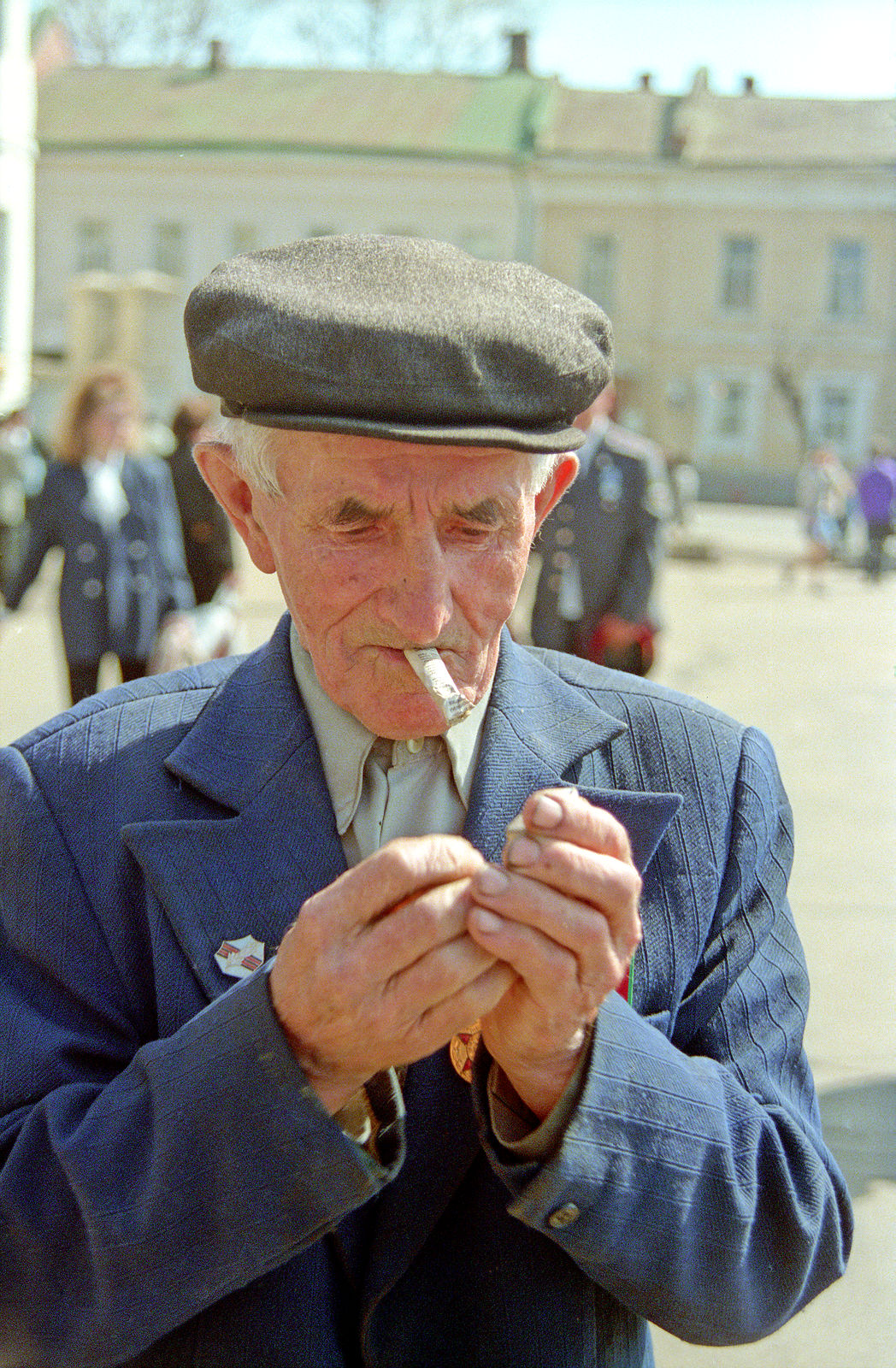
إشعال سيجارة تم لفها يدويا.

السيجارة  التي لففتها بنفسك Roll-your-own cigarette (أر واي أو)، تسمى أيضًا سيجارة ملفوفة يدويًا، هي سيجارة مصنوعة من التبغ الفَرط (عادةً ما تكون مقطوعة) و ورق اللف. تسمى السجائر المصنوعة في المصنع السجائر الصناعية.

## التبغ الفرط

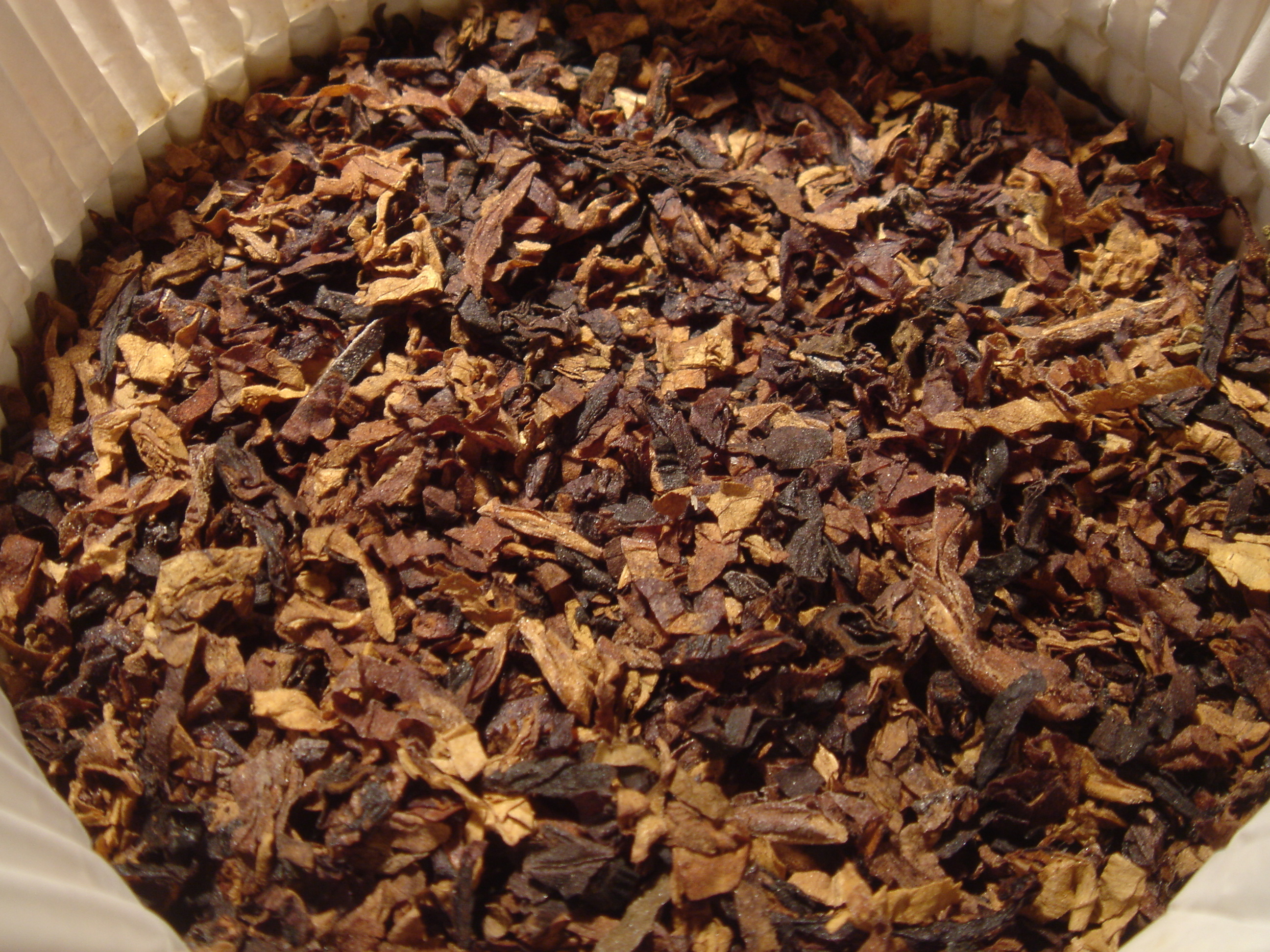

التبغ الفرط، أو تبغ السجائر، هو التبغ الأساسي المستخدم في سجائر الملفوفة يدويًا. يتم تعبئته بشكل عام في أكياس. بعد عام 2009، تم رفع معدل الضريبة الفيدرالية في الولايات المتحدة على تبغ السجائر الملفوفة يدويًا من 1.0969 دولارًا للرطل إلى 24.78 دولارًا للرطل. تسببت هذه الزيادة في تحول العديد من الأشخاص إلى استخدام الغليون لصنع السجائر، حيث تم أيضًا زيادة معدل ضريبة تبغ الأنابيب، ولكن فقط إلى 2.83 دولار للرطل.
في أستراليا، تم فرض ضرائب على التبغ الفَرط أقل من السجائر المصنعة حتى سبتمبر 2016. 

## الانتشار
أصبحت السجائر الملفوفة يدويًا أكثر شعبية في الولايات المتحدة في السنوات الأخيرة، لكن عددًا قليلاً نسبيًا من المدخنين ما يقارب 6.7٪ فقط، يلفون السجائر الخاصة بهم. في المقابل، كان هذا المعدل 15٪ في كندا، و 22٪ في أستراليا، و 30٪ في المملكة المتحدة. تشمل أسباب هذا الاختلاف انخفاض سعر السجائر التقليدية بشكل عام في معظم الولايات في الولايات المتحدة مقارنة بكندا وأوروبا.